# 김종성 (1982년)
김종성 (金鍾盛, 1982년 7월 11일 ~ )은 대한민국의 전직 스타크래프트 프로게이머이다. 종족은 저그. 아이디 [z-zone]SalMoSa. 현재 은퇴.

## 개요
1999년부터 2000년까지는 NiX팀, 2001년 Gamei 소속으로 활동하였고, 2002년에는 팀 합병으로  2003년까지 IS(현 화승 OZ) 소속으로 활동하다 팀이 세갈래(동양 오리온, SG 패밀리, 케이텍 플러스)로 나뉘면서 SG 패밀리(현 위메이드 폭스) 소속으로 활동하였다. 이후 팀의 스폰서십 기간이 만료되고 새 기업에 인수창단되며 팀 명칭이 여러 번 바뀌기는 하였으나(투나 SG, 팬텍 앤 큐리텔 큐리어스 등) 같은 팀에서 활동하다 2005년 은퇴했다.

## 수상 경력
- 1999년 제1회 컴정보배 우승
- 2000년 ㈜이노츠배 게임아이 통합전 우승
- 2000년 ㈜이노츠배 게임아이 왕중왕전 우승
- 2001년 CGGL 메가패스배 사이버 그랑프리 리그 우승
- 2001년 ITV 한게임배 서바이벌 프로리그 우승
- 2002년 Gembc 제2회 아트록스 KPGA 리그 우승
- 2002년 Gembc 아이디소프트배 삼국풍운대전 왕중왕전 우승
- 2003년 온게임넷 인텔배 워3 팀플최강전 준우승

## 트리비아
- 《아트록스》, 《임진록》, 《워크래프트 3》 등의 게임에서도 활약, 수상한 바 있다.
- 2003년에는 iTV의 《워크래프트 3》 랭킹전의 해설을 맡은 바 있다.
- 수척한 외모로 ‘탈북저그’ 라는 별명을 얻기도 했다.